# Володенков, Виталий Викторович
Виталий Викторович Володенков (род. 25 апреля 1976, Минск, Белорусская ССР, СССР) — белорусский футболист, полузащитник, выступавший за сборную Беларуси.

## Карьера

### Клубная
Воспитанник футбольной школы минского «Динамо» (СДЮШОР-3), первый тренер — Валентин Станиславович Домашевич. В составе первой команды своего клуба дебютировал в сезоне 1994/95. За восемь лет в составе минчан трижды выигрывал золотые медали чемпионата Беларуси.
Летом 2002 года перешёл в саратовский «Сокол». В премьер-лиге России дебютировал 16 июля 2002 года в матче против «Алании», а 21 августа в игре с «Зенитом» забил свой первый гол в России. В конце сезона, после вылета «Сокола» из премьер-лиги, покинул клуб.
С 2003 года снова выступал за минское «Динамо», стал обладателем Кубка Беларуси в 2003 году и чемпионом страны в 2004. Летом 2007 года ушёл из «Динамо» и перешёл в «Дариду», затем выступал за «Нафтан» (с которым стал обладателем Кубка 2008/09) и гродненский «Неман».
Всего в высшей лиге Беларуси сыграл 323 матча, забил 32 гола и сделал 90 голевых передач. На момент окончания своей карьеры был лучшим распасовщиком чемпионатов Беларуси, в 2013 году его результат превзошёл Роман Василюк.
В 2011—2012 годах выступал за «Городею» — одного из лидеров первой лиги. В 2013 году подписал контракт со «Сморгонью», но перед началом сезона принял решение завершить карьеру игрока по состоянию здоровья.

### В сборной
Дебютировал в сборной Беларуси 1 сентября 2001 года в игре против Украины. Последний матч за сборную сыграл 1 марта 2006 года против Финляндии.
Всего на счету Володенкова 11 матчей в составе национальной команды.

## Достижения
- Чемпион Беларуси: 1994/95, 1995, 1997, 2004
- Обладатель Кубка Беларуси: 2002/03, 2008/09
- Лучший футболист Чемпионата Беларуси 2005[8]